# Сахраві
Сахраві або Сахараві  (араб. صحراويون ṣaḥrāwīyūn; бербер. ⵉⵙⴻⵃⵔⴰⵡⵉⵢⴻⵏ Iseḥrawiyen; صحراوة Ṣeḥrawa; ісп. Saharaui) — населення у Західній Сахарі. Кількість населення Сахраві нині сягає 500 000 чоловік, проте лише 200—250 тисяч проживають у Західній Сахарі, а близько 165 тисяч живе тепер в таборах для емігрантів неподалік алжирського міста Тіндуф. Можна їх зустріти також у південному Марокко та північній Мавританії.
Сахраві не є назвою конкретного етносу, а загальною назвою для жителів території Західної Сахари. Основні культури Сахраві — арабська, африканська та берберська. Основою Сахраві є культура Берберів, наприклад матріархат, що зберігся. Щоправда основа зазнала значного впливу арабщини.
| Прапор Західної Сахари | Це незавершена стаття про Західну Сахару. Ви можете допомогти проєкту, виправивши або дописавши її. |

1. ↑  https://context.reverso.net/الترجمة/العربية-الفرنسية/صحراوي/ Наголос